# Политанський Кирило
Политанський Кирило, чернече ім'я Костянтин (р.н. невід., імовірно, сот. м-ко Козелець Київського полку, нині: райцентр Чернігівської обл. — 23 жовтня 1742, м.Константинополь, нині: м.Стамбул, Турецька Республіка) — духівник, святий мученик.

## Біографія
Здобув освіту у Чернігівському колеґіумі, з 1727 навчався у класах філософії та богослов'я Києво-Могилянської академії. Не закінчивши повного курсу богослов'я, близько 1730 вступив на службу духівником російського посольства в Константинополі. 1735 року, Политанський, вертаючись у Російську імперію з усім складом дип. представництва (через війну з Османською імперією), утік на Афон. Під час своїх подорожей Политанський вивчив грецьку мову і здійснив численні «подвиги благочестя». 1740 Политанський повернувся у Константинополь, де дістав прощення за самовільне відлучення, оскільки мав добрі відгуки про своє життя. Працюючи у посольській церкві, відзначився благочестям, добрими проповідями та літературними працями. Так про нього писав Василь Григорович-Барський, який проживав на той час у Константинополі.
1742 року, після 12-річної служби у Константинополі, Политанського відкликали до Росії, але 8 липня 1742 він несподівано для всіх прилюдно зрікся православної віри і прийняв іслам. Та через кілька днів, 29 серпня 1742, прокляв Магомета і знову почав сповідувати християнство.
23 жовтня 1742 турки його стратили, відрубавши голову. Грецька Константинопольська церква причислила Политанського до лику святих мучеників.